# Metamorphosis (롤링 스톤스의 음반)
| 평가 점수                | 평가 점수 |
| 출처                     | 점수      |
| ------------------------ | --------- |
| AllMusic                 | [ 1 ]     |
| Christgau's Record Guide | B+        |
| Entertainment Weekly     | B         |
| Rolling Stone            | no rating |
| Tom Hull                 | B+        |
| The Village Voice        | B+        |

《Metamorphosis》는 전 매니저 앨런 클라인의 ABKCO 레코드 (1970년 밴드의 데카/런던 레코드 자료의 통제권을 탈취)가 발매한 영국의 록 밴드 롤링 스톤스의 세 번째 컴필레이션 음반이다. 1975년 6월 6일에 발매된 《Metamorphosis》는 1964년부터 1970년까지 녹음된 유명한 곡들의 출력물과 대체 버전을 중심으로 한다.

## 배경
1971년 《Hot Rocks 1964–1971》이 발매된 후, 앤드류 루그 올덤의 도움을 받아 《Necrophilia》라는 제목의 음반이 후속 모음집으로 편찬되었는데, 롤링 스톤스의 데카/런던 시대의 많은 미공개(더 정확하게는 폐기된) 출력물이 포함되어 있다. 《More Hot Rocks (Big Hits & Fazed Cookies)》가 그 자리를 대신하여 발매되는 프로젝트는 실현되지 못했지만, 대부분의 미공개 곡들은 향후 프로젝트를 위해 보류되었다.
1974년 2월, 권위 있는 분위기를 주기 위해, 빌 와이먼은 그가 〈Black Box〉라고 이름 붙인 음반을 만드는 것에 참여했다. 그러나, 앨런 클라인은 금전적인 이유로 프로젝트에서 더 많은 믹 재거/키스 리처즈 노래를 원했고, 와이먼의 버전은 발표되지 않은 채로 남아 있었다. 《Metamorphosis》가 그 자리를 대신하여 발행되었다.
〈Godzi〉와 〈Panama Powder Room〉은 《Between the Buttons》 세션의 악기였고 결코 발매되지 않았다. 그것들은 1966년 8월 4일부터 12일까지 할리우드의 RCA 스튜디오에서 녹음되었다.
이 음반의 커버 아트는 프란츠 카프카의 《변신》을 암시하는 인간/곤충 모티브로 제목을 연기하고, 브라이언 존스와 대체자 믹 테일러의 이미지를 모두 포함한다.
2002년 8월, ABKCO 레코드가 《Metamorphosis》의 완전한 영국 판을 리마스터링한 CD, 바이닐, SACD 디지팩으로 발매했다.

## 곡 목록
모든 곡들은 특별한 언급이 없는 한 믹 재거와 키스 리처즈에 의해 작사/작곡하였다.
| #  | 제목                                    | 작사·작곡                | 재생 시간 |
| -- | --------------------------------------- | ------------------------ | --------- |
| 1. | 〈Out of Time〉                         |                          | 3:22      |
| 2. | 〈Don't Lie to Me〉                     | 탬파 레드                | 2:00      |
| 3. | 〈Some Things Just Stick in Your Mind〉 |                          | 2:25      |
| 4. | 〈Each and Everyday of the Year〉       |                          | 2:48      |
| 5. | 〈Heart of Stone〉                      |                          | 3:47      |
| 6. | 〈I'd Much Rather Be with the Boys〉    | 앤드류 루그 올덤, 리처즈 | 2:11      |
| 7. | 〈(Walkin' Thru The) Sleepy City〉      |                          | 2:51      |
| 8. | 〈We're Wastin' Time〉                  |                          | 2:42      |
| 9. | 〈Try a Little Harder〉                 |                          | 2:17      |

| #   | 제목                    | 작사·작곡                                           | 재생 시간 |
| --- | ----------------------- | --------------------------------------------------- | --------- |
| 10. | 〈I Don't Know Why〉    | 스티비 원더, 폴 라이저, 돈 헌터, 룰라 메이 하더웨이 | 3:01      |
| 11. | 〈If You Let Me〉       |                                                     | 3:17      |
| 12. | 〈Jiving Sister Fanny〉 |                                                     | 2:45      |
| 13. | 〈Downtown Suzie〉      | 빌 와이먼                                           | 3:52      |
| 14. | 〈Family〉              |                                                     | 4:05      |
| 15. | 〈Memo from Turner〉    |                                                     | 2:45      |
| 16. | 〈I'm Going Down〉      |                                                     | 2:52      |